# Новоград-Волинська округа
Новогра́д-Воли́нська окру́га — 1) адміністративно-територіальна одиниця у складі УСРР. Утворена 7 березня 1923 в складі Волинської губернії. Окружний центр — м. Новоград-Волинський. Ліквідована 3 червня 1925;
2) адміністративно-територіальна одиниця в складі УСРР/УРСР. Утворена 4 травня 1935 в складі Київської області. Центр — м. Новоград-Волинський. Налічувала 4 райони, 1 місто, 168 сільрад. Ліквідована 22 вересня 1937 у зв'язку з утворенням Житомирської області.